# JALラビッツ
JALラビッツ（ジャル・ラビッツ、英: JAL Rabbits）は、かつて存在した日本の女子バスケットボールチーム。本拠地は東京都品川区。Wリーグに所属していた。現在、Wリーグに所属している新潟アルビレックスBBラビッツの前身となったチームである。

## 概要
チーム所在地は、東京都品川区。母体企業は日本航空。客室乗務員などの同社社員が、選手及びコーチとして所属している。
日本航空の会社更生法適用に伴い、バスケットボール部の今後についても注目されたが、2010年3月2日、2010-2011年シーズンを以てチームを廃部することを発表した。また、同年には羽田空港近隣の体育館も閉鎖され、ラストシーズンの練習拠点は成田第3ハンガー体育館に移転した。移転に伴い一部選手は練習拠点が近いエバラヴィッキーズに移籍した。
2011年2月20日対アイシン戦に100-69で勝利し44年の歴史に幕を閉じた。
廃部発表後、日航及びWJBL関係者がチーム譲渡へ向け20社以上交渉し、10月1日に新潟アルビレックスBB（bjリーグ所属）のスポンサーでもあるNSGグループがJALラビッツを譲り受けることで基本合意に達した。なお、2011-12シーズンから新チームが引き継いでWリーグに参加する。2011年4月1日に、NSGグループに譲渡される。荒順一ヘッドコーチと選手5名は新チームに移籍し、残る選手7名とトレーナー・マネージャーは会社に残留するなどして引退となる。
2011年5月17日、新チーム名は「ラビッツ」を継承し、「新潟アルビレックスBBラビッツ」とすることが発表される。元日航の5人に加えて大卒新人3人が加わる。選手はNSGグループ職員として勤務に就く。

## 沿革
- 1967年 同好会として結成。
- 1980年 会社創業30周年にあたり、同好会の強化開始を決定。「JAL RABBITS」誕生。
- 1981年 関東実業団リーグ2部からスタート
- 1983年 日本リーグ2部昇格
- 1985年 日本リーグ1部昇格
- 1986年 日本リーグ2部降格
- 1988年 日本リーグ1部復帰
- 1995年 日本リーグ2部降格
- 1998年 関東実業団リーグ1部降格
- 1999年 WIリーグ復帰
- 2000年 Wリーグ復帰
- 2002年度 Wリーグ準優勝
- 2004年度 全日本総合バスケットボール選手権大会初優勝・Wリーグ準優勝
- 2005年度 Wリーグ準優勝
- 2011年 NSGグループへ譲渡。チーム名を「新潟アルビレックスBBラビッツ」に改称。

## 成績
| 年度    | リーグ   | 回 | レギュラーシーズン | レギュラーシーズン | レギュラーシーズン | プレイオフ | 最終結果 | 皇后杯  |
| 年度    | リーグ   | 回 | 勝                 | 敗                 | 順位               | プレイオフ | 最終結果 | 皇后杯  |
| ------- | -------- | -- | ------------------ | ------------------ | ------------------ | ---------- | -------- | ------- |
| 1999-00 | WIリーグ | 1  | 12                 | 2                  | 2位                | ---        | ---      |         |
| 2000-01 | Wリーグ  | 2  | 13                 | 8                  | 4位                | ---        | 4位      |         |
| 2001-02 | Wリーグ  | 3  | 14                 | 7                  | 3位                | SF敗退     | 3位      | ベスト4 |
| 2002-03 | Wリーグ  | 4  | 15                 | 6                  | 3位                | F 0勝3敗   | 準優勝   |         |
| 2003-04 | Wリーグ  | 5  | 11                 | 10                 | 4位                | SF敗退     | 4位      |         |
| 2004-05 | Wリーグ  | 6  | 18                 | 3                  | 2位                | F 1勝3敗   | 準優勝   | 優勝    |
| 2005-06 | Wリーグ  | 7  | 19                 | 9                  | 2位                | F 2勝3敗   | 準優勝   | ベスト4 |
| 2006-07 | Wリーグ  | 8  | 15                 | 13                 | 5位                | ---        | 5位      | ベスト8 |
| 2007-08 | Wリーグ  | 9  | 11                 | 17                 | 6位                | ---        | 6位      | ベスト8 |
| 2008-09 | Wリーグ  | 10 | 12                 | 16                 | 6位                | ---        | 6位      | ベスト8 |
| 2009-10 | Wリーグ  | 11 | 13                 | 15                 | 4位                | SF敗退     | 4位      | ベスト4 |
| 2010-11 | Wリーグ  | 12 | 12                 | 16                 | 5位                | ---        | 5位      | ベスト8 |

- F:ファイナル、SF:セミファイナル

## 選手とスタッフ

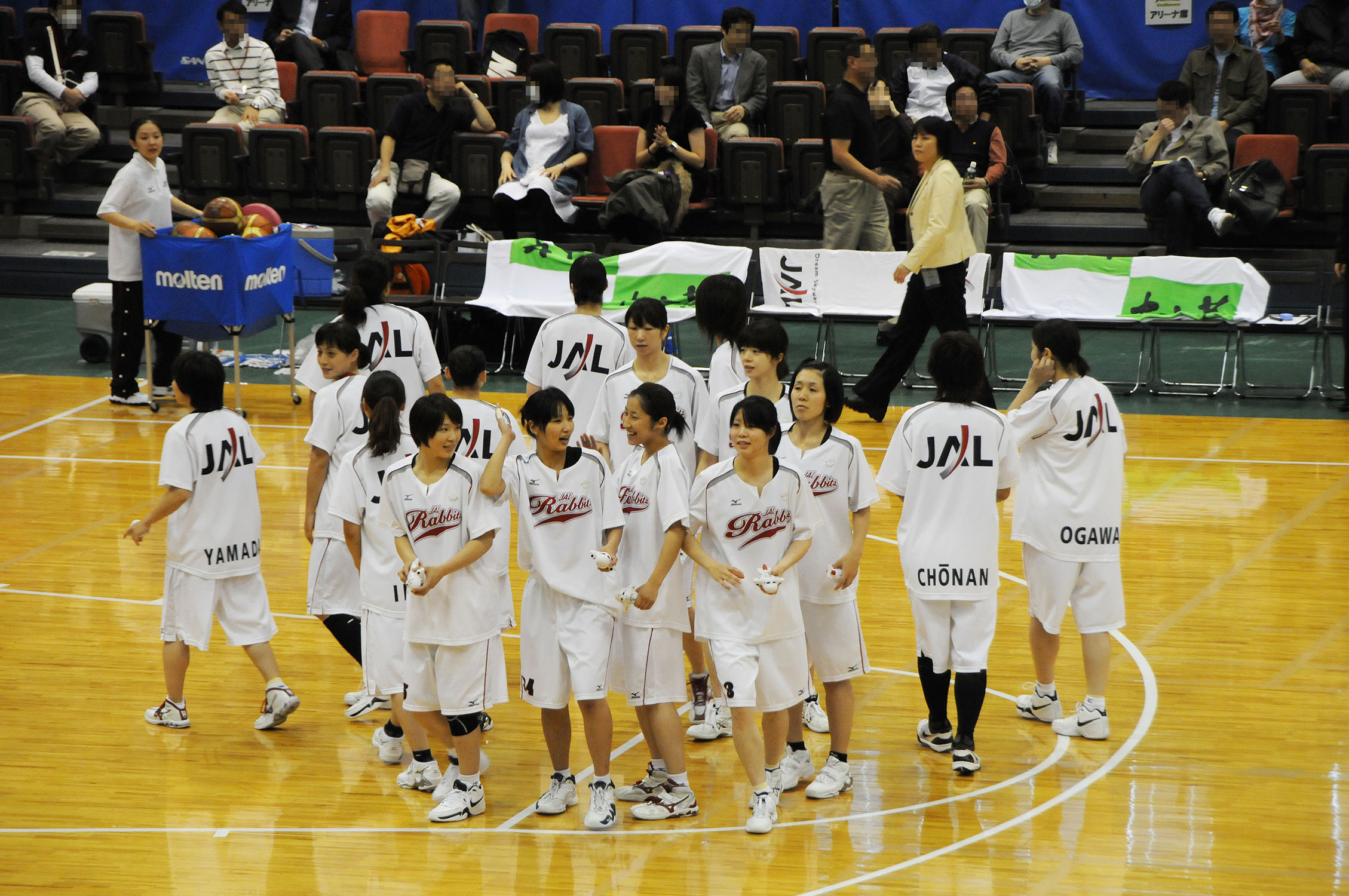
2009年10月11日、船橋アリーナ

### 監督陣
- ヘッドコーチ：荒順一
- アシスタントコーチ：矢代直美

### 選手
| No. | 名前       | P  | 生年 | 身長、体重 | 出身   | 前所属             |
| --- | ---------- | -- | ---- | ---------- | ------ | ------------------ |
| 0   | 春日流い   | CF | 1985 | 175cm      | 青森県 | 拓殖大学           |
| 1   | 高橋礼華   | GF | 1988 | 177cm      | 福島県 | 福島西高校         |
| 3   | 君山舞夕奈 | F  | 1990 | 177cm      | 茨城県 | 土浦日大高校       |
| 5   | 山田未来   | G  | 1984 | 161cm      | 静岡県 | 三菱電機コアラーズ |
| 6   | 井上早希   | G  | 1985 | 168cm      | 福岡県 | 拓殖大学           |
| 7   | 星希望     | G  | 1987 | 164cm      | 福島県 | 拓殖大学           |
| 8   | 岩村裕美   | SG | 1981 | 168cm      | 大阪府 | 薫英女子短大       |
| 9   | 大和谷智子 | F  | 1983 | 175cm      | 秋田県 | 樟蔭東女短大       |
| 10  | 長南真由美 | C  | 1983 | 175cm      | 山形県 | JOMOサンフラワーズ |
| 11  | 矢代直美   | C  | 1977 | 182cm      | 茨城県 | 日本体育大学       |
| 13  | 玉井里英   | GF | 1987 | 168cm      | 大阪府 | 大阪人間科学大学   |
| 34  | 出岐奏     | GF | 1986 | 169cm      | 長崎県 | 鹿屋体育大学       |

星、玉井は嘱託社員としてラビッツのカラーに惹かれラビッツ最後の新入部員として参加。

### 過去の主な所属選手
- 二見由美子
- 堀部涼子
- 薮内夏美
- 薮内敏美
- 柳本聡子
- 伊佐樹里
- 三井裕愛

- 伊藤優里
- 中山（森井）智恵
- 長谷川知代
- 柳沼幸
- 中村恵真
- 吉田沙織
- 陸田美沙子

- 永石春奈
- 藤本寿美
- 小川和美
- 村田麻美